# День риби
«День риби» («Žuvies diena») — радянський художній фільм 1989 року, знятий режисером Альгімантасом Пуйпою на Литовській кіностудії.

## Сюжет
За мотивами оповідань Йоліти Скаблаускайте. Героїня фільму Вероніка належить до типу сильних сучасних жінок, які вміють існувати поодинці. За її життя побоюватися нічого: вона виживе, випливе... У фільмі втілені поняття, що стали майже банальними - емансипація, воля, розум, обдарування - у долі людини, приреченої на безвихідно повсякденне існування. У фіналі Вероніка прощається з нещодавно пережитим: її чекає материнство, і завдяки йому вона, можливо, забуде минуле, як сон.

## У ролях
- Дайва Стубрайте — Вероніка
- Сакалас Уждавініс — Тадас/Іхо
- Антанас Мацкявічюс — старий Йокубас
- Повілас Станкус — редактор
- Віргінія Кельмеліте — Вія
- Ірена Житкуте — Клариса
- Костас Сморігінас — роль другого плану
- Відас Петкявічюс — роль другого плану
- Гінтаутас Печюра — Стасіс
- Йонас Науйокас — суддя
- Оліта Даутартайте — лікар
- Дануте Юроніте-Зельчювене — мати Іхо
- Нійоле Усайте — роль другого плану
- Галина Даугуветіте — гардеробниця в лікарні
- Даля Міхелявічюте — медсестра
- Юрате Вілунайте — наречена

## Знімальна група
- Режисер — Альгімантас Пуйпа
- Сценаристи — Люція Армонайте, Регіна Восілюте
- Оператори — Рімантас Юодвалькіс, Вітаутас Сурвіла
- Композитор — Юозас Ширвінскас
- Художник — Альгірдас Бружас